# Arcas tuneta
Espèce
Arcas tuneta est une espèce d'insectes lépidoptères de la famille des Lycaenidae, sous-famille des Theclinae et du genre Arcas.

## Dénomination
Arcas tuneta a été décrit par William Chapman Hewitson en 1865, sous le nom initial de Thecla tuneta.

### Synonymie
- Arcas marginata Austin & Johnson, 1995
- Arcas viriditas Austin & Johnson, 1995;
- Arcas arcadia Bálint, 2002[1].

### Noms vernaculaires
Arcas tuneta se nomme  Frosted Arcas en anglais.

## Description
Arcas tuneta est un petit papillon au corps bleu clair sur le dessus qui possède à chaque aile postérieure deux queues longues, fines et recourbées. Le dessus est marron avec une très large plage bleu clair métallisé partant de la partie basale.
Le revers est vert à vert jaune doré en large bande costale aux ailes antérieures et sur les ailes postérieures séparées en une partie basale et une partie distale par une large ligne marron en V.

## Écologie et distribution
Arcas tuneta est présent en Équateur, au Brésil et en Guyane,,.

### Protection
Pas de statut de protection particulier.